# خديوي

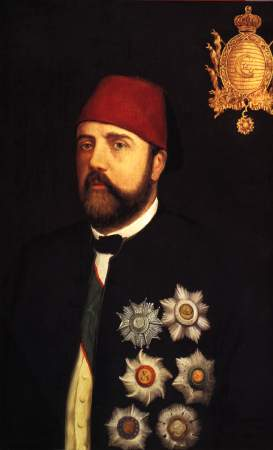
الخديوي إسماعيل أول من حمل لقب خديوي في مصر.

خديوي أو خديو هو لقب اختص به ولاة مصر العثمانية دون غيرهم من ولاة الدولة العثمانية منذ عام 1866 وحتى إعلان السلطنة المصرية في أعقاب فرض الحماية البريطانية على مصر عام 1914.

## مكانة المنصب
يعد منصب الخديوي أرفع مناصب الحكومة المصرية في مصر العثمانية، ويخاطب صاحب هذا المنصب بلقب الصدارة العظمى «فخامتلو».

## تاريخ المنصب
أول من حمل هذا اللقب الخديو إسماعيل، أما من قبله (من محمد علي باشا إلى سعيد باشا فلم يحملوا هذا اللقب، بل كانوا ولاة ممتازين يحمل الواحد منهم لقب «والي مصر» أو «عزيز مصر»). وقد حمل إسماعيل باشا نفسه لقب «والي مصر» في بداية حكمه، ولم ينل لقب «خديوي» إلا في عام 1866، أي بعد بضع سنوات من توليه حكم مصر، وبمقتضى ذلك نال حق توريث الخديوية إلى أكبر أبنائه الذكور، ومن هذا إلى أكبر أبنائه، وهكذا، أما قبل ذلك فكانت الولاية تنتقل من الوالي إلى أحد رجال أسرته، وكان للسلطان العثماني الحق المطلق في اختيار من يريد، وكان ذلك امتيازًا على سائر ولاة الدولة العثمانية في الولايات الأخرى خص به السلطان العثماني الوالي محمد علي باشا بموجب «خط شريف» صدر من الآستانة في 12 فبراير 1841.

## أصل الكلمة
هذا اللقب حمله حصراً حكام مصر والسودان من أسرة محمد علي بدءا من إسماعيل باشا وهو كان أول خديوى لمصر، تم تسجيله بالإنجليزية في 1867، واستمدت عبر الفرنسية khédive وعبر التركية khidiv، ومن الفارسية خدیو khidiw أو أمير المشتق من «خُدا» khuda وتعني السيد أو الأمير، وقد درج بعض الكُتّاب الغربيون المعاصرون لحقبة الخديوية على ترجمة اللقب إلى Viceroy بالإنجليزية أو Vice-roi بالفرنسية.